# Limnichthys
Limnichthys is een geslacht van straalvinnige vissen uit de familie van zandduikers (Creediidae). Het geslacht is voor het eerst wetenschappelijk beschreven in 1904 door Waite.

## Soorten
- Limnichthys fasciatus Waite, 1904
- Limnichthys nitidus Smith, 1958
- Limnichthys orientalis Yoshino, Kon & Okabe, 1999
- Limnichthys polyactis Nelson, 1978
- Limnichthys rendahli Parrott, 1958